# Франсиско Ларго Кабайеро
Франсиско Ларго Кабайеро (на испански: Francisco Largo Caballero) е испански политик и синдикалист.
Той е сред видните лидери на Испанската социалистическа работническа партия (PSOE) и на Общия съюз на трудещите се (UGT). През 1936 и 1937 г. е министър-председател на Втората испанска република по време на Испанската гражданска война.

## Биография
Роден е в Мадрид, като млад изкарва прехраната си с щукатуриране на стени. Участва в стачка на строителни работници през 1890 г. и става част от Испанската социалистическа работническа партия през 1894 г. След смъртта през 1925 г. на основателя на партията Пабло Иглесиас, той го наследява като ръководител и на Общия съюз на трудещите се.

### Политическа кариера
Умерен в позициите си в началото на политическия си живот, Кабайеро се застъпва за поддържане на известна степен на сътрудничество на Общия съюз на трудещите се с диктаторското правителство на генерал Мигел Примо де Ривера, което позволява на съюза да продължи да функционира под неговата военна диктатура (продължила от 1923 до 1930 г.). Това е началото на неговия политически конфликт с Индалесио Прието, който се противопоставя на всякакво сътрудничество с диктаторския режим.
Кабайеро е министър на труда между 1931 и 1933 г. в първите правителства на Втората испанска република, оглавявани от Нисето Алкала-Самора, и в това на неговия наследник Мануел Асаня. Кабайеро се опитва да подобри условията на безземните работници (braceros) в селските райони на юг. На 28 април 1931 г. той въвежда указ за общинските граници, за да предотврати вноса на чужда работна ръка, докато в общината остават безработни работници. През май той създава смесени съдебни заседатели (jurados mixtos) за арбитри в аграрни трудови спорове и въвежда осемчасовия работен ден в провинцията. Наред с това, указ за задължително обработване не позволява на собствениците да използват земята си, както искат. Той се радва на голяма популярност сред масите от работници, които виждат собственото си съществуване отразено в начина му на живот.
На изборите на 19 ноември 1933 г., дясната Испанска конфедерация на автономните права (CEDA) печели властта в Испания. Правителството, номинално водено от центристкия радикал Алехандро Леру, зависи от парламентарната подкрепа на CEDA. В отговор на този обрат на съдбата, Ларго изоставя своите умерени позиции, започва да говори за „социалистическа революция“ и става лидер на лявото (марксистко и революционно) крило на Общия съюз на трудещите се и Испанската социалистическа работническа партия. В началото на октомври 1934 г., след като трима министри от CEDA влизат в правителството, той е един от лидерите на неуспешното въоръжено въстание на работниците (главно в Астурия), което е насила потушено от правителството, доминирано от CEDA.
Кабайеро защитава пакта за съюз с другите работнически политически партии и профсъюзи, като Комунистическата партия на Испания (PCE) и анархисткия синдикат, Национална конфедерация на труда (CNT). Още веднъж това го поставя в противоречие с Прието. Заявява, че той, Ларго Кабайеро, "ще бъде вторият Ленин", чиято цел е обединението на иберийски съветски републики.
След като Народният фронт печели изборите през февруари 1936 г., президентът Мануел Асаня предлага Прието да бъде част от правителството, но Кабайеро блокира тези опити за сътрудничество между Испанската социалистическа работническа партия и републиканското правителство. Отхвърля страховете за военен преврат и прогнозира, че ако това се случи, обща стачка ще го потуши, отваряйки вратата за работническата революция.
В крайна сметка опитът за преврат от страна на колониалната армия и десницата идва на 17 юли 1936 г. Макар и не веднага успешен, по-нататъшните действия на бунтовнически военни части предизвикват Гражданската война в Испания (1936 – 1939 г.), в която републиката е победена и унищожена.

### Министър-председател на Испания
На 4 септември 1936 г., няколко месеца след началото на гражданската война, Ларго Кабайеро е назначен за министър-председател и министър на войната. Освен воденето на войната, той се фокусира и върху поддържането на военната дисциплина и държавната власт в републиката. На 4 ноември 1936 г. Ларго Кабайеро убеждава анархистката Национална конфедерация на труда да се присъедини към правителството, като четирима нейни членове са назначени в министерства, включително правосъдие, здравеопазване и търговия. Решението е противоречиво в средите самата конфедерация.
Майските дни в Барселона водят до правителствена криза, която принуждава Кабайеро да подаде оставка на 17 май 1937 г., като Хуан Негрин, също от социалистическата партия, е назначен за министър-председател на негово място.

### Изгнание, смърт и наследство
След поражението на Републиката през 1939 г. Кабайеро бяга във Франция. Арестуван по време на германската окупация на Франция, той прекарва по-голямата част от Втората световна война затворен в концентрационния лагер Захсенхаузен-Ораниебург до освобождаването на лагера в края на войната.
Кабайеро умира в изгнание в Париж през 1946 г. Тленните му останки са върнати в Испания през 1978 г. след смъртта на Франсиско Франко през 1975 г.

### Памет
Трибуналът на Мадрид иска през юли 2022 г. възстановяване на плочата на Франсиско Ларго Кабайеро на Plaza de Chamberí (площад Chamberí), близо до градския съвет на този район, която е премахната без предупреждение от десния градски съвет на Мадрид през ноември 2020 г.